# АС Рома
Асочационе Спортива Рома (на италиански: Associazione Sportiva Roma) или Спортно Дружество „Рома“ е италиански футболен клуб от град Рим, Италия, състезаващ се в италианската Серия А.

## История
Футболен клуб Рома е основан през лятото на 1927 г. след обединяването на три отбора от столицата – Роман, Алба Аудаче и Фортитудо с идеята да бъде създаден отбор конкурентно способен на тези от северна Италия. Първият успешен сезон е 1930/31, когато „вълците“ се класират на второ място след Ювентус.
През 1941/42 Рома печели първата си шампионска титла. След края на Втората световна война Рома за първи път в историята си изпада в Серия Б, но клубът е поет от мениджъра Джузепе Виани, който им връща челните позиции. Успехите на клуба продължават със спечелването на Копа Италия през 1963/64 и 1968/69. Десет години по-късно (1979/80) започва успешен период в историята на клуба – през 1980, '81, '84 и '86 г. са спечелени четири Купи на Италия, а през сезона 1982/83 г. след 41-годишно прекъсване и титлата в Серия А. Междувременно на световното първенство в Испания '82 една от най-ярките фигури в италианския отбор е играчът на Рома Бруно Конти.
През следващата година Рома достига финала за Купата на европейските шампиони, загубен след изпълнение на дузпи от Ливърпул (1:1 след редовното време и продълженията). През сезона 1990/91 е спечена седмата Купа на Италия. В началото на новото хилядолетие – сезон 2000/01 г. Рома печели за трети път скудетото и за първи път Суперкупата на Италия. Един от основните фактори за този успех е капитанът на тима Франческо Тоти, който се утвърждава като легенда за Рома и успява да счупи няколко клубни рекорда. За вече 25-те години, в които играе за клуба, Тоти има 786 участия в различните първенства и турнири. Негов е и клубният рекорд за най-много изиграни мача в Серия А (619). Освен това Тоти е голмайсторът в досегашната история на Рома с 307 гола.
През 2006 г. в Италия избухва скандалът „Калчополи“, свързан с неправомерно дирижиране на избора на съдиите за мачовете от Серия А и уговорени мачове. Административното изключване на Ювентус от Серия А и отнетите 30 точки от актива на Милан помагат на Рома да се класира на второ място. В следващите два сезона Рома прибавя във витрината си осмата и деветата си национална купа, като през 2007 г. печели за втори път Суперкупата на Италия.
През своята история Рома сменя голям брой президенти, някои от които собственици на клуба, а други на хонорар. От 2008 до 2011 г. президент на клуба е Розела Сенси, дъщеря на починалия през лятото на 2008 г. дългогодишен президент на Рома Франко Сенси.
Цветовете на клуба са тъмночервено и златисто, които са символични за Рим. Отборът обикновено играе с бели шорти, черни чорапи и червени фланелки. Заради цвета на екипите си Рома са наричани „жълто-червените“. Най-известният прякор на отбора обаче е „вълците“ и е свързан с легендата за създаването на града от братята Ромул и Рем, откърмени от вълчица – картина която присъства на настоящата емблема на клуба.
През сезон 2016/17 на Серия А отбора подобрява клубния си рекорд по брой спечелени точки в един сезон – 87.

## Римското дерби
Като един от най-популярните клубове в Италия Рома има и много противници. Най-сериозният от тях е градският съперник – Лацио, клубът с който Рома дели Стадио Олимпико. Съперничеството между тези отбори е едно от най-ожесточените във футболния свят и е свързано с човешки жертви. През сезон 1979/80 фен на Лацио е убит от изстрелян фойерверк по време на среща между двата отбора. Вторият сериозен инцидент е по време на мач между Лацио и Рома през 2003 г., при който е разпространен слух, че по време на мача в близост до Стадио Олимпико дете е било убито от полицай. Срещата е прекратена, но това предизвиква хаос по улиците на града. В сблъсъците между полицията и феновете са ранени над 150 души.

## Състав

### Настоящ състав
Към 23 юли 2025 г.

## Успехи

### Национални успехи
- Суперкупа на Италия:
  -  Носител (2): 2001, 2007
- Първенство на Италия - Серия А
  -  Шампион (3): 1941/42, 1982/83, 2000/01
  -  Вицешампион (9): 1930/31; 1935/36; 1954/55; 1980/81; 1983/84; 1985/86; 2001/02, 2013/14, 2016/17
- Купа на Италия:
  -  Носител (9): 1963/64, 1968/69, 1979/80, 1980/81, 1983/84, 1985/86, 1990/91, 2006/07, 2007/08
- Купа на Италия:
  -  Финалист (7): 1936/37, 1940/41, 1992/93, 2002/03, 2004/05, 2005/06, 2012/13
- Шампион на Серия Б – 1951/52

### Международни успехи
- Лига на конференциите:
  -  Шампион (1): 2021/22
- Купа на панаирните градове:
  -  Носител (1): 1960/61
- Англо-Италианска купа:
  -  Носител (1): 1972
- КЕШ:
  -  Финалист (1): 1983/84
- Купа на УЕФА:
  -  Финалист (2): 1990/91; 2022/23

## Известни футболисти
- Джузепе Джанини
- Габриел Батистута
- Бруно Конти
- Карло Анчелоти
- Фалкао
- Алдаир
- Абел Балбо
- Томас Хеслер
- Руди Фьолер
- Херберт Прохазка
- Антонио Касано
- Кристиан Панучи
- Пиетро Виерховод
- Тониньо Серезо
- Збигнев Бонек
- Томас Бертолд
- Андреа Карневали
- Даниел Фонсека
- Луиджи Ди Биаджо
- Марко Делвекио
- Дамиано Томази
- Кафу
- Винсент Кандела
- Маркос Асунсао
- Франческо Антоньони
- Емерсон
- Валтер Самуел
- Кристиан Киву
- Мансини
- Людовик Жиюли
- Карло Мацоне
- Фабио Капело
- Франческо Тоти

## Известни треньори
- Жозе Моуриньо
- Еленио Ерера
- Нилс Лидхолм
- Вуядин Бошков
- Карло Мацоне
- Карлос Бианки
- Зденек Земан
- Фабио Капело
- Чезаре Прандели
- Руди Фьолер
- Луиджи Дел Нери
- Бруно Конти
- Лучано Спалети
- Клаудио Раниери
- Свен-Йоран Ериксон
- Иван Юрич